# Phloiotrya
Phloiotrya är ett släkte av skalbaggar som beskrevs av Stephens 1832. Phloiotrya ingår i familjen brunbaggar.
Släktet innehåller bara arten Phloiotrya rufipes.